# Leading Ladies (podcast)
Leading Ladies este un podcast Zambian animat de 2-3 minute lansat pe 27 martie 2019 pe YouTube , Facebook și LinkedIn , care este dedicat femeilor istorice din Zambia între secolele XVII și XIX, care dețineau poziții importante de conducere.   Podcastul animat este produs de Muzeul de Istorie a Femeilor din Zambia și regiunea Hivos din Africa de Sud.   Povestirile provin din toate cele 10 provincii ale Zambiei, provenite din Arhivele Naționale din Zambia și scrise de Mulenga Kapwepwe și Samba Yonga, care au produs și podcastul.    Primul episod, intitulat The General, a fost lansat pe platformele social media ale Muzeului de Istorie a Femeilor. 

## Link-uri extinse
- Muzeul feminin Zambia